# Alma Taylor (film)
Alma Taylor è un cortometraggio muto del 1915. Nei credit non viene riportato il nome del regista. Il film assembla una serie di spezzoni di pellicola che hanno come protagonista l'attrice Alma Taylor, uno dei nomi di punta della casa di produzione britannica Hepworth.

## Produzione
Il film fu prodotto dalla Hepworth.

## Distribuzione
Distribuito dalla Hepworth, il film - un cortometraggio di 175 metri - uscì nelle sale cinematografiche britanniche nel febbraio 1915.
Si conoscono pochi dati del film che si pensa sia stato distrutto insieme a gran parte dei film della compagnia nel 1924 dallo stesso produttore, Cecil M. Hepworth. Fallito, in gravissime difficoltà finanziarie, Hepworth pensava in questo modo di poter almeno recuperare il nitrato d'argento della pellicola.